# Salón de Alabastro

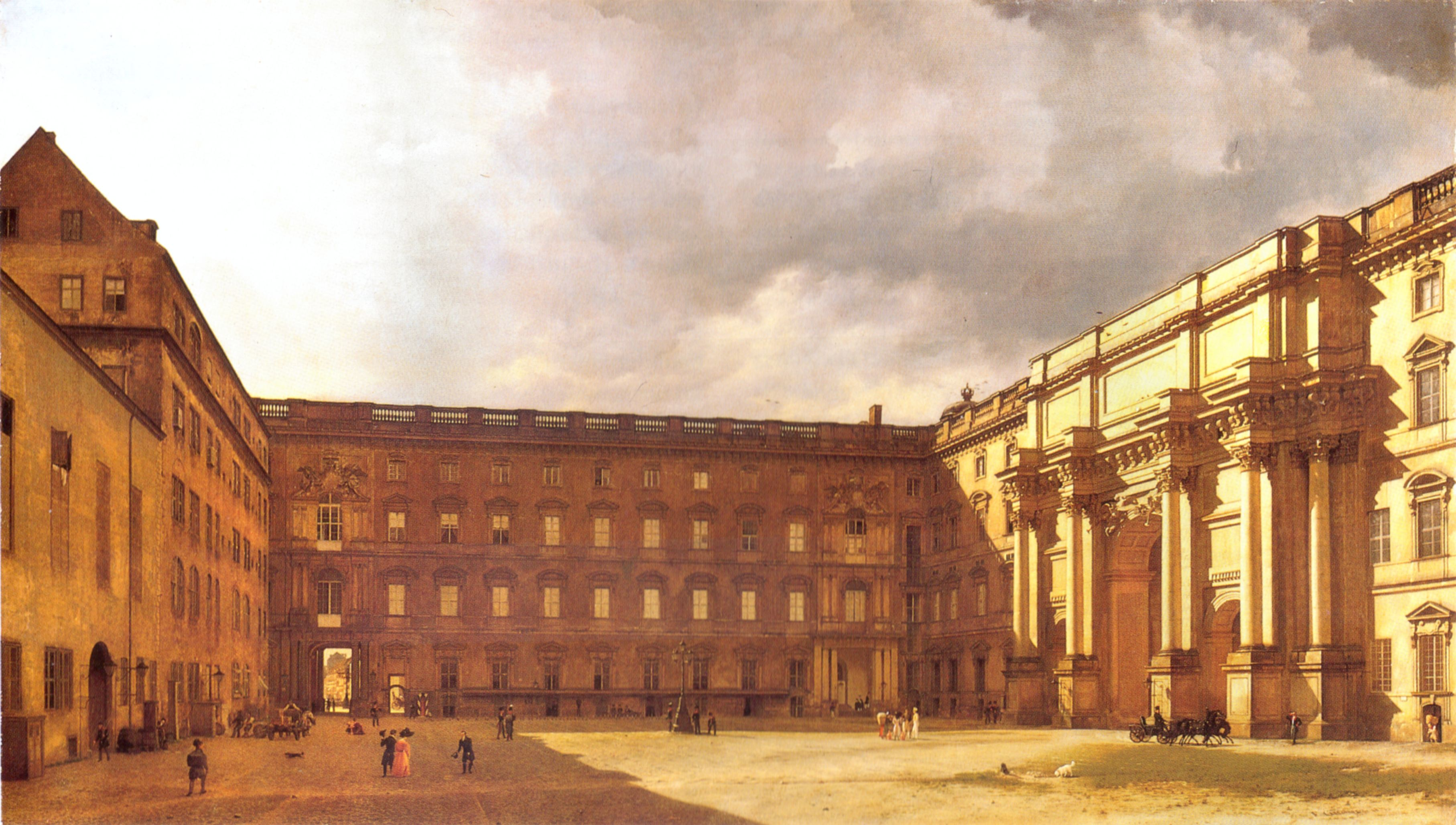
Eosanderhof del Palacio de Berlín, pintura al óleo de Eduard Gaertner, 1830. Las cuatro ventanas tapiadas del extremo izquierdo pertenecían al Salón de Alabastro.

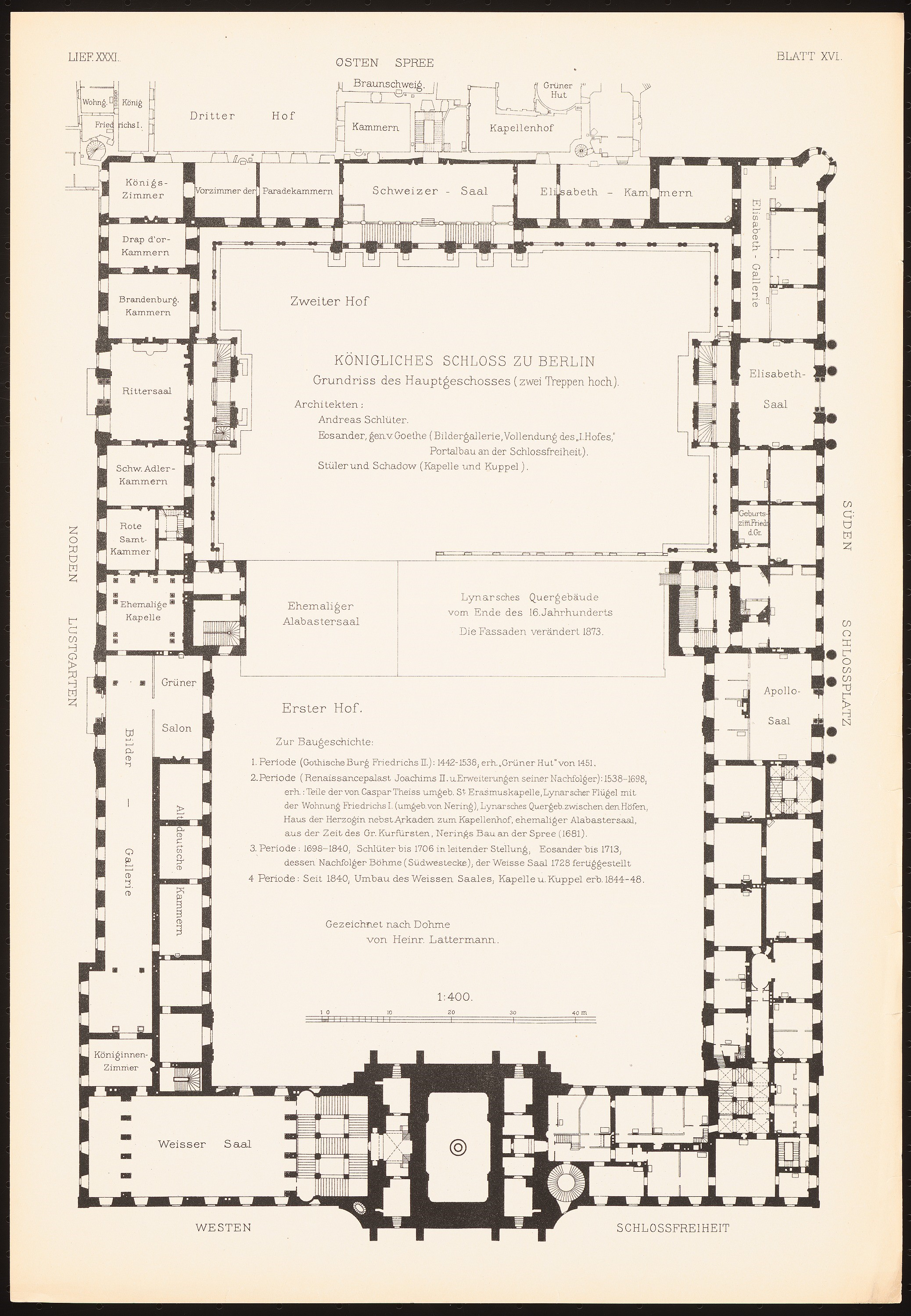
Planta de la planta principal, 1875. El Salón de Alabastro estaba situado en el ala transversal inferior, entre los grandes patios.

El Salón de Alabastro era un salón del Palacio Real de Berlín diseñado en estilo barroco alto para recepciones y celebraciones representativas. Contrariamente a su nombre, estaba hecha de estuco blanco y mármol y no de alabastro.

## Historia
El Salón de Alabastro fue construido entre 1681 y 1685 por el arquitecto de la corte Michael Mathias Smids  y sustituyó al Salón Largo del lado de la Plaza del Palacio, que ya no cumplía los requisitos de un salón representativo. La nueva sala estaba en el primer piso. Piso superior entre el edificio transversal en el patio del castillo y el ala del Lustgarten. El Salón de Alabastro fue finalmente destruido cuando el castillo fue volado en 1950. 

## Descripción
Se han conservado piezas individuales de la arquitectura de la muralla.La sala tenía una superficie de 25 × 16 m. Las paredes laterales estaban divididas por pilastras corintias, que enmarcaban las ventanas y albergaban seis estatuas de anteriores electores de Brandeburgo en cada nicho.  Los lados frontales estaban divididos por columnas dobles corintias entre las que se colocaban las estatuas de César, Alejandro Magno, Carlomagno y Rodolfo de Habsburgo. En el techo había representaciones de Fortuna y Providencia. En las esquinas del techo había representaciones de las cuatro artes: arquitectura, escultura, pintura y fortificación.